# 矢來能樂堂
35°42′10.33″N 139°43′56.86″E / 35.7028694°N 139.7324611°E

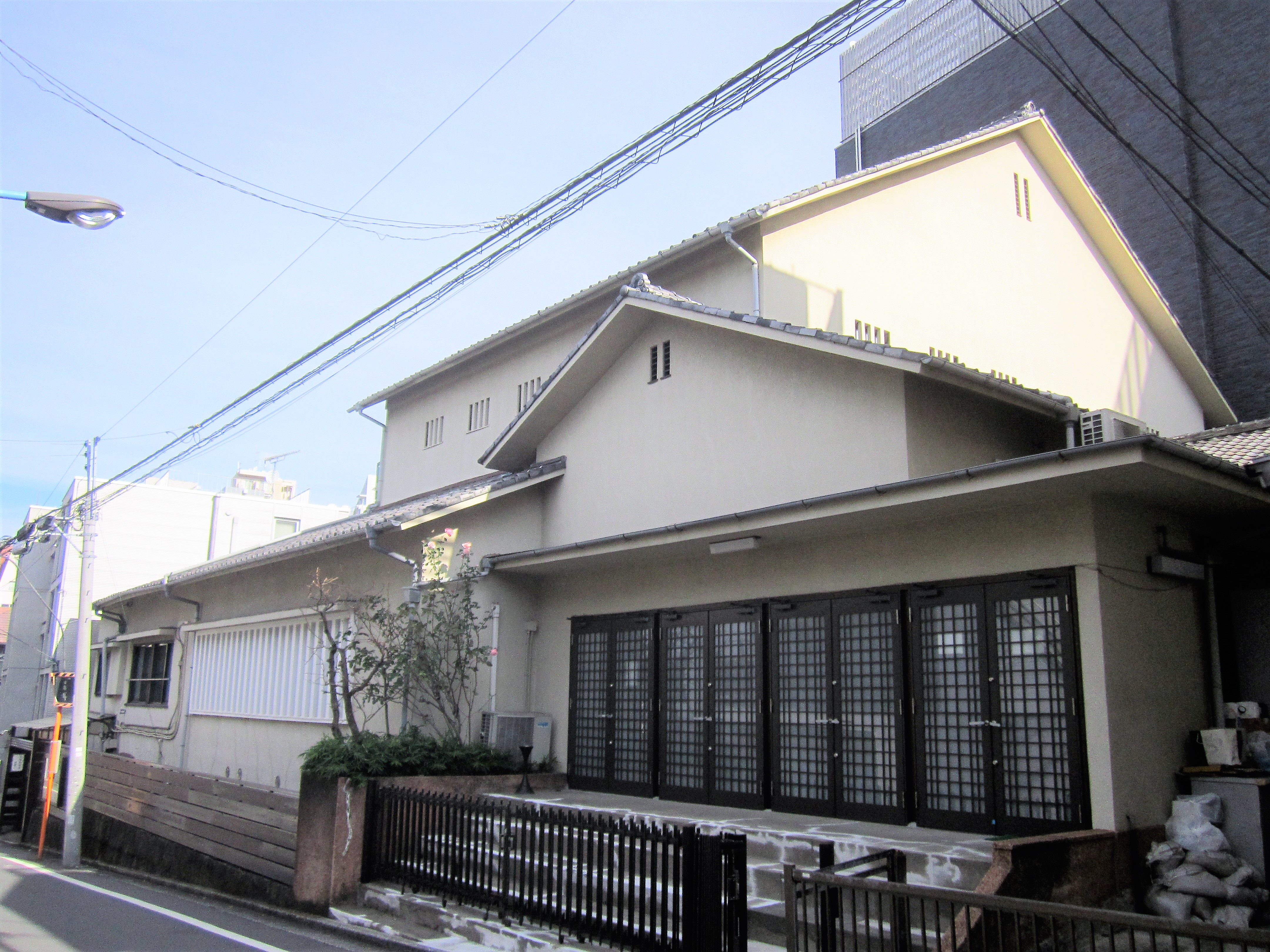
矢來能樂堂

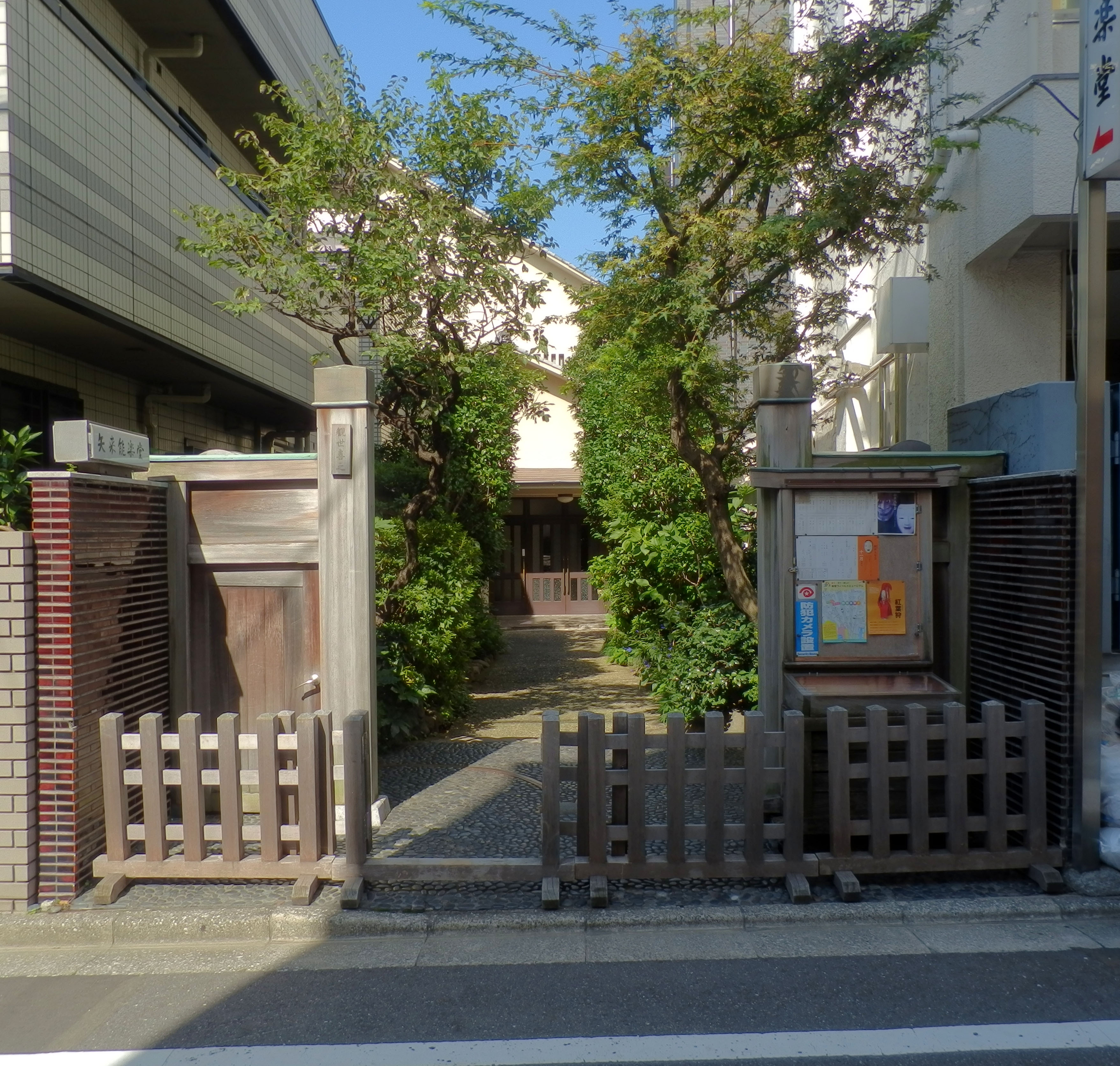
入口

矢來能樂堂（日语：／*/?），位於東京都新宿區矢來町，鄰近神樂坂站。由公益社團法人觀世九皐會所有，同時也是觀世九皐會的本部與活動據點。昭和27年（1952年）興建了目前的舞台和建築物，在目前東京都內的能樂堂中，僅次於杉並區的大藏流狂言山本家的舞台，屬第二古老。

## 歷史
觀世清之原本將舞台設於神田西小川町（1908年），然而受到關東大地震的影響而燒毀。1930年移動到牛込矢來町的現在地，重新復興舞台，然而其後在1945年5月24日，由於空襲而二度燒失。為此，到了戰後，繼承了家業的二世觀世喜之誓願重建舞台，在物資不足的狀況中也接受了御料林的檜木，直到1952年才完成現在的能舞台。此後，二世及其養子三世觀世喜之兩代，便將觀世九皐會的活動據點移動至矢來能樂堂，現在九皐會的例會等表演活動皆在此舉行。2002年舉行再建50周年紀念，進行了數段能樂表演。2011年被登錄為登錄有形文化財。

## 設施
舞台尺寸，本舞台橫寬5.4m乘縱深5.7m（約三間四方）、後座縱深2.7m（一間半）、地謠座縱深2.1m、橋掛橫寬2.1m乘長度6.5m。屋頂為寄席棟造，天花板略高為其特徴。鏡板是河邊菊久的影向之松與竹。構造為木造砂漿，座位定員300名。正面、脇正面、中正面為座椅席，正面及脇正面後方則有古風的座敷造，是珍貴的和洋折衷構造。矢來能樂堂也被認為是最先設有固定座椅席的能樂堂。大廳有能用品的商店，地下則有喫茶室。

## 以矢来能樂堂為中心的能會活動
- 觀世九皐會例會及別會

矢來觀世家（觀世九皐會）一門的定例能。一年12回，此外在春季及秋季有別會。別會有時也會在國立能樂堂舉行。
- 神遊公演

以觀世喜正等為中心的能樂師5名公演。一年約2～3回。現在大半都在矢來能樂堂以外舉行。
- 若竹能

觀世九皐會所屬的青年能樂師研究公演。一年2回。
- Noh Noh能

觀世喜正（Noh Noh事務所）主辦，附解說的入門者用公演。一年3～4回平日晚上。
- 圓滿井會定例能（金春流）

金春流的定期能。由於在東京沒有能舞台，通常會向矢來能樂堂借用以舉行公演。

## 腳註
1. 1 2  . 文化庁.   [2019-02-18]. （原始内容存档于2019-07-28）.

## 外部連結
- 矢来能楽堂・観世九皐会 （页面存档备份，存于）
- 国指定文化財データベース – 矢来能楽堂 （页面存档备份，存于）
- かんぜこむ・のうのう事務所（観世喜正個人事務所） （页面存档备份，存于）